# Braam (dier)
De braam of Atlantische braam, Brama brama, is een braam uit de familie Bramidae, die voorkomt in de Atlantische Oceaan, Indische Oceaan en de Grote Oceaan, op een diepte tot 1000 meter. Een volwassen vis is gemiddeld 40 cm, maar kan een lengte van 100 cm bereiken en 6 kg wegen.

## Voorkomen aan de Nederlandse en Belgische kust
Deze vissoort wordt maar zelden waargenomen. In de volksmond worden bramen 'oude wijven' genoemd.’s Zomers trekt de braam noordwaarts. De populatie in het oosten van de Atlantische Oceaan trekt dan ongeveer van Portugal naar Schotland. Bij de terugkeer naar het zuiden kunnen de bramen in de Noordzee belanden. Als het zeewater dan snel afkoelt, en de vissen bij storm in ondiep water terechtkomen, spoelen ze gemakkelijk aan op de stranden van de Lage Landen. In België en Nederland gebeurde dat in groten getale in 1976, 1979, december 2008 en december 2009. Verspreid over het gehele Nederlandse kustgebied, langs de Waddenzee en de Hollandse zeekust spoelden gedurende de gehele maand december 2008 constant nieuwe exemplaren aan. Dit gebeurde ook in de maand december 2009.
Grote mantelmeeuwen, dikwijls vergezeld van enkele zwarte kraaien, ruimden de vers aangespoelde vissen in hoog tempo op, waardoor er vermoedelijk heel wat strandingen onopgemerkt zijn gebleven.